# Nephrodium pallidum
Nephrodium pallidum là một loài thực vật có mạch trong họ Dryopteridaceae. Loài này được (E. Fourn.) Hemsl. miêu tả khoa học đầu tiên năm 1885.